# Mill Creek (Oklahoma)
Mill Creek – miasto w Stanach Zjednoczonych, w stanie Oklahoma, w hrabstwie Johnston.